# Burg Yanagawa
Die Burg Yanagawa (japanisch 柳川城, Yanagawa-jō) befindet sich in der Stadt Yanagawa (Präfektur Fukuoka). In der Edo-Zeit residierten dort zuletzt die Tachibana als große Tozama-Daimyō.

## Burgherren in der Edo-Zeit
- Ab 1600 Tanaka Yoshimasa,
- ab 1622 an die Tachibana mit einem Einkommen von 100.000 Koku

## Geschichte
Die Burg Yanagawa wurde der Überlieferung nach von 1558 bis 1570 von den Kamachi (蒲池氏) errichtet. Danach wurden sie von den Ryūzōji (龍造寺氏) als Nebenburg genutzt, bis der auf Kyūshū siegreiche Toyotomi Hideyoshi Tachibana Muneshige (立花 宗茂; 1567–1643) mit der Burg betraute, der sie instand setzte. Da aber Muneshige in der Schlacht von Sekigahara auf der Seite von Ishida Mitsunari stand, verlor er die Burg.
Die Burg samt der Provinz Chikugo fiel an Tanaka Yoshimasa (田中 吉政; 1548–1609). Er renovierte die Burg nicht nur, sondern baute sie zu einer neuzeitlichen Festung aus. Da er aber keine Nachkommen hatte, fiel die Burg 1622 wieder an das Shogunat, das sie wieder Tachibana Muneshige übertrug.
Die Tachibana blieben Burgherren bis zur Meiji-Restauration 1868.

## Anlage

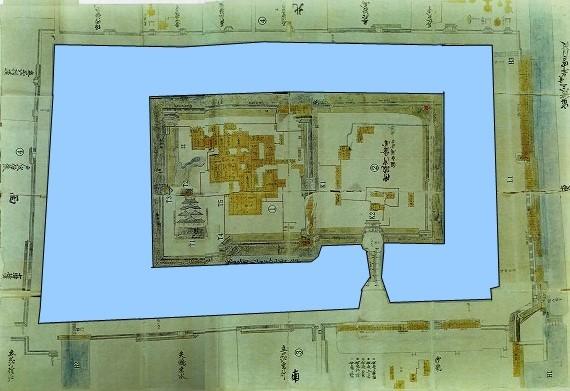
Plan der Burg

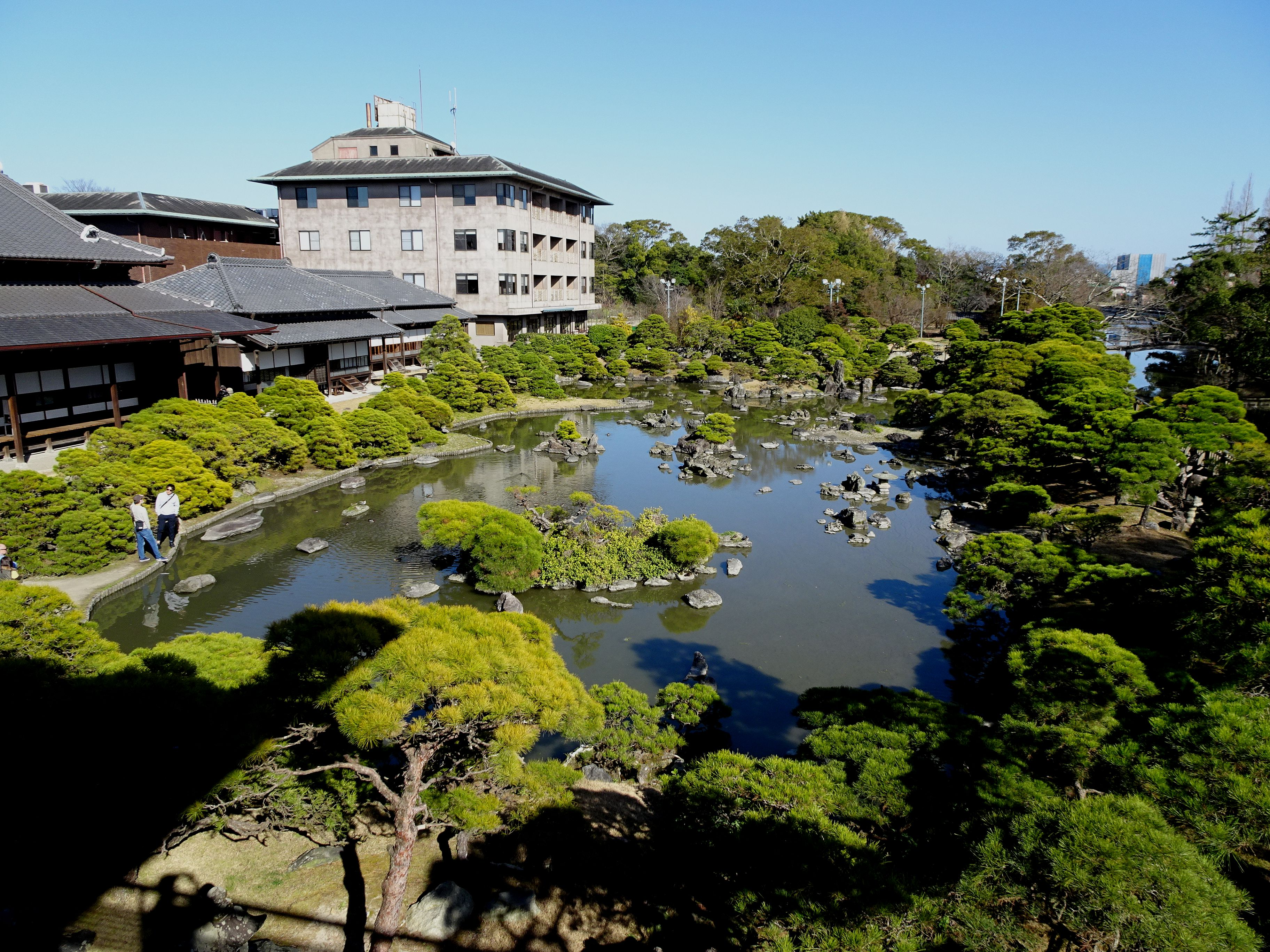
Die Residenz und das Hotel

Die Burg besteht aus dem zentralen Bereich, dem „Hommaru“ (本丸) und dem damit verbundenen „Zweiten Bereich“, dem „Ni-no-maru“ (二の丸). Sie sind zusammen von einem breiten Burggraben, der mit Wasser gefüllt ist, umgeben. In der Südostecke des Hommaru befand sich der fünfstöckige Burgturm (天守閣, Tenshukaku). Das Hommaru ist von einer Steinmauer umgeben, die aber beim Ni-no-maru fehlt: sie ist durch einen Erdwall ersetzt. Um den Burggraben herum befanden sich Residenzen von engen Vertrauten des Fürsten, die ihrerseits durch Gewässer geschützt waren. 
Nach 1868 wurden die Bauten der Burganlage abgerissen und nach und nach durch Neubauten ersetzt. Im Hommaru befindet sich heute eine Mittelschule, an Stelle des Burgturms ein Restaurant, das Taigetsukan (対月館). Die ehemalige Residenz, von den Bürgern „Ohana“ (御花) genannt, ist nun Teil eines Hotelkomplexes. Im Nordwesten ist der Graben überbaut. Im Eingangsbereich befindet sich das langgestreckte Tachibana-Museum (立花家史科館, Tachibana shikakan).
Der umgebene Wassergraben mit seinen Anlegestellen ist zu einer Touristen-Attraktion geworden, die von geruderten Touristen-Booten angefahren wird.